# Орбетело
Орбетело (итал. Orbetello) је насеље у Италији у округу Гросето, региону Тоскана.
Према процени из 2011. у насељу је живело 5779 становника. Насеље се налази на надморској висини од 1 м.

## Становништво
Према резултатима пописа становништва 2011. у општини је живело 14.705 становника.
| 1931. | 1936. | 1951.  | 1961.  | 1971.  | 1981.  | 1991.  | 2001.  | 2011.  |
| ----- | ----- | ------ | ------ | ------ | ------ | ------ | ------ | ------ |
| 8.521 | 9.171 | 12.114 | 13.457 | 13.552 | 14.738 | 14.862 | 14.607 | 14.705 |